# Десант у Лабиса
Десант у Лабиса — неудачная попытка высадки индонезийского десанта 2 сентября 1964 года близ Лабиса, Джохор, в рамках Индонезийско-малайзийской конфронтации.

## Десант
Индонезийские десантники находились на борту трех транспортных самолётов Lockheed C-130 Hercules, вылетевших из Джакарты. Однако до зоны высадки добрались лишь два из них: третий самолёт упал в Малаккский пролив, пытаясь уклониться от перехвата самолётов Gloster Javelin, взлетевших с малайзийской авиабазы в Сингапуре. Тропические штормы разметали индонезийских парашютистов на 160 км вокруг Лабиса, к северу от Сингапура. Зона высадки находилась вблизи от лагеря Полка 1/10 гуркхов, которые позже объединились для зачистки местности с 1-м новозеландским батальоном и 28-й британской пехотной бригадой.
Под общим командованием штаба 4-й малайзийской пехотной бригады операция по захвату 98 индонезийских десантников шла около месяца. В итоге 32 десантника были убиты, ещё 62 захвачены в плен, союзники потеряли всего одного бойца: в перестрелке был убит новозеландский солдат. Патрули продолжали исследовать местность вокруг Лабиса весь октябрь.